# 1673 год в литературе

## События
- Английская писательница Батсуа Мэйкин открыла школу для девушек близ Лондона.

## Книги и пьесы
- Трактат «Эссе о возрождении древнего образования для дам» (полное название: An Essay To Revive the Ancient Education of Gentlewomen, in Religion, Manners, Arts & Tongues, with an Answer to the Objections against this Way of Education) Батсуа Мэйкин.
- Джон Рей Observations topographical, moral, and physiological, made on a Journey through part of the Low Countries, Germany, Italy, and France.
- Полемическое сочинение «Римские подделки» Томаса Траэрна.
- Комедия Мольера «Мнимый больной» (Le malade imaginaire).
- Пьеса Мольера «Версальский экспромт» (L’impromptu de Versailles).
- Пьеса Афра Бен «The Dutch Lover».
- Драма  «La vida es sueño» Педро Кальдерона де ла Барка.
- Пьесы Джона Драйдена «Amboyna, or the Cruelties of the Dutch to the English Merchants» и «Marriage à la Mode».
- «Hespana libertada» (часть 2) Бернарды Феррейры де Ласерда[1]

## Родились
- 29 января — Франсишку Жавьер ди Менезиш, португальский научный писатель, поэт (умер в 1743).
- 31 января — Людовик Мария Гриньон де Монфор, французский писатель эпохи барокко (умер в 1716).
- 21 сентября — Жан-Эмар Пиганиоль де Ла Форс, французский научный писатель (умер в 1753).
- 26 октября — Дмитрий Константинович Кантемир, молдавский и российский писатель (умер в 1723).
- 1 ноября — Франциск Уден, французский поэт (умер в 1752).
- 2 ноября — Антуан Банье, французский литератор (умер в 1741).

### Без точной даты
- Андрес Гонсалес де Барсиа, испанский историк, автор значительных трудов по истории Америки.
- Алексей Кириллович Барсов, российский литератор и переводчик (умер в 1736).

## Умерли
- 17 февраля — Жан-Батист Поклен (Мольер), французский комедиограф (родился в 1622).
- 15 марта — Сальватор Роза, итальянский поэт (родился в 1615).
- 9 мая — Жак Валле де Барро, французский поэт (родился в 1599).
- 19 мая — Ингэн, китайский поэт (родился в 1592).
- 25 июня — Д’Артаньян, гасконский дворянин, герой многочисленных приключенческих романов.
- 16 ноября — Катарина Зринская, хорватская писательница (родилась в 1625).
- 9 декабря — Юрий Людовици, лужицкий поэт (родился в 1619).
- 15 декабря — Маргарет Кавендиш, английская писательница, поэтесса (родилась в 1623).

### Без точной даты
- Ян Андрей Андрейкевич (Гинтовт-Андрейкевич), польский писатель (родился в 1609).
- Фёдор Акимович Грибоедов, русский писатель (родился в 1610).
- Анри де Монфокон де Виллар,  французский мистический писатель (родился в 1635).
- Сяо Юньцун, китайский поэт (родился в 1596).